# 邠州 (彬州)
邠州，中国古代设置的一个州，治所在今陕西省彬州市。

邠州在陕西省的位置（1820年）

唐朝开元十三年（725年），以豳州的“豳”字和幽州的“幽”字形相近，豳州改名邠州。治新平县（今陕西彬县）。属关内道。辖境约当今陕西省彬州市、长武县、旬邑县、永寿县等县地。唐朝后期为邠宁节度使治所。明朝废新平县入邠州。清朝雍正三年（1725年）升为邠州直隶州，辖境约当今陕西省彬州、旬邑县、淳化县、永寿县等县地。民国初年，全国废府州厅改县，于1913年降本州为邠县。1964年因用字生僻難認而改称彬县，2018年撤县设彬州市。

## 历任刺史
唐朝邠州刺史
- 张嘉贞（723年）
- 郑温琦（725年—726年）
- 李瓘（开元年间）
- 李濯（开元年间）
- 元彦冲（732年）
- 段崇简（735年）
- 房琯（758年—759年）
- 李傀（760年－？）（遥领）
- 桑如（760年）
- 郭子仪（760年—761年）
- 臧希让（761年—762年）
- 张蕴琦（762年－763年）
- 白孝德（764年）
- 马璘（766年—768年）
- 段秀实（768年—769年）
- 郭子仪（769年—776年）
- 浑瑊（776年—779年）
- 李怀光（779年－784年）
- 张昕（784年，李怀光所任）
- 韩游瑰（784年－788年）
- 张献甫（788年－796年）
- 杨朝晟（796年－801年）
- 长孙慥（796年－799年）
- 李朝宷（801年，未任）
- 高固（801年－807年）
- 高崇文（807年－809年）
- 阎巨源（809年—814年）
- 郭钊（814年—818年）
- 程权（818年）
- 郑权（818年－819年）
- 李光颜（819年－821年）
- 高霞寓（821年－826年）
- 高承简（826年－827年）
- 柳公绰（827年－828年）
- 李进诚（828年－829年）
- 刘遵古（829年）
- 李听（829年－832年）
- 孟友亮（832年－833年）
- 李用（833年－837年）
- 郭行余（835年，未任被杀）
- 李直臣（837年）
- 史孝章（838年）
- 郭旼（838年－839年）
- 苻澈（839年—840年）
- 裴弘泰（840年）
- 王宰（840年－843年）
- 高承恭（843年－846年）
- 张君绪（846年－849年）
- 李知让（850年—851年）
- 白敏中（851年—852年）
- 陈君从（851年）
- 畢諴（855年—856年）
- 柳憙（856年—857年）
- 郑助（857年—858年）
- 刘异（858年）
- 韦澳（861年—862年）
- 温璋（862年）
- 裴识（864年）
- 薛弘宗（866年）
- 武臣（869年）
- 李平（870年—873年）
- 李侃（875年—879年）
- 李存礼（879年—881年）
- 王玫（881年，黄巢所任）
- 李重古（881年）
- 朱玫（881年－886年）
- 王行瑜（887年－895年）
- 苏文建（895年－896年）
- 李思谏（896年－897年）
- 孙储（897年，未任）
- 杨崇本（897年－914年）

五代邠州刺史
- 李保衡（915年）
- 霍彥威（915年－916年）
- 韩恭（923年－924年）
- 董璋（924年－925年）
- 毛璋（925年－926年）
- 梁汉永（926年－928年）
- 李敬周（928年－930年）
- 刘彦琮（930年－931年）
- 药彦稠（931年－934年）
- 康福（934年）
- 杨思权（934年－936年）
- 张希崇（936年）
- 安叔千（936年－939年）
- 李周（939年－941年）
- 刘景岩（941年－945年）
- 冯晖（945年－946年）
- 李德珫（946年）
- 安审约（946年）
- 王守恩（947年－948年）
- 郭谨（948年）
- 侯章（948年－952年）
- 折从阮（952年－955年）
- 李晖（955年－958年）
- 刘重进（958年－960年）

北宋邠州刺史
- 杨廷璋（960年－966年）
- 伊审征（966年－968年）
- 袁彦（968年－969年）
- 宋偓（969年－977年）